# Eduard Otto Schulze

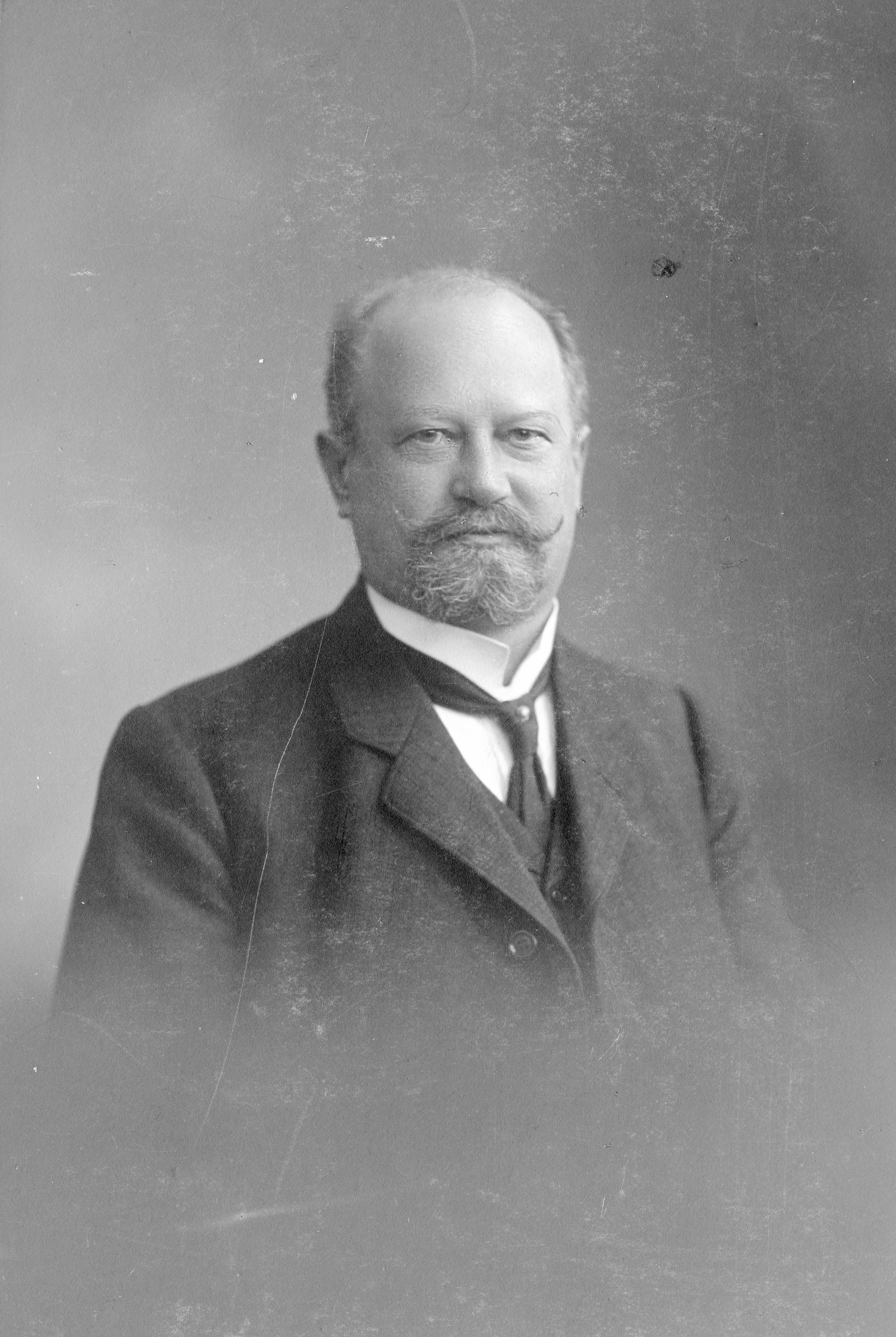
Eduard Otto Schulze, ca. 1900

Eduard Otto Schulze (* 14. Mai 1856 in Buch; † 31. Juli 1933 in St. Gallen) war ein Wirtschaftswissenschaftler, Historiker und Hochschulrektor.
Eduard Otto Schulze wurde am 14. Mai 1856 in Buch als Sohn eines Lehrers geboren. Mit 15 Jahren wurde er zur Vollwaise, nachdem seine Mutter und sein Vater kurz nacheinander verstorben waren.
Die Mittelschule finanzierte sich Schulze durch die Arbeit als Privatlehrer. Nach der Maturität begann er das Philologie- und Geschichtsstudium in Halle, das er jedoch aus finanziellen Gründen nach sechs Semestern unterbrechen musste. Um Geld zu verdienen, arbeitete Schulze in den folgenden sieben Jahren als Hauslehrer und Erzieher auf den Gütern des Grafen Adalbert von der Recke in Kraschnitz. Anschliessend setzte er sein Studium in Breslau fort.
1889 veröffentlichte Schulze seine preisgekrönte Dissertation unter dem Titel «Niederländische Siedlungen: in den Marschen an der unteren Wese und Elbe im 12. und 13. Jahrhundert» (erweiterte Neuauflage 1896 unter dem Titel «Die Kolonisierung und Germanisierung der Gebiete zwischen Saale und Elbe»). Weitere wissenschaftliche Tätigkeiten übte Schulze in Dresden, Nürnberg und Leipzig aus. Anschliessend wirkte er als Assistent bei August von Miaskowski an der Universität Leipzig, bis dieser verstarb. Aus finanziellen Gründen konnte Schulze eine geplante Habilitation nicht verfassen. Er arbeitete für die Historische Kommission in Leipzig, bevor er im April 1899 an der Handelsakademie St. Gallen als Professor für Volkswirtschaftslehre und Wirtschaftsgeschichte angestellt wurde. Nach sechs Jahren wurde er zum Rektor gewählt und bekleidete das Amt 17 Jahre. Die überlange Amtszeit führte, besonders während des Ersten Weltkriegs, zu erheblichen Spannungen innerhalb der Hochschule.
Er starb am 31. Juli 1933 in St. Gallen.